# Paraperittia
Paraperittia is een geslacht van vlinders van de familie grasmineermotten (Elachistidae).

## Soorten
- P. uniformella Rebel, 1916